# A Queda dum Anjo
A Queda dum Anjo é o título de um romance satírico de Camilo Castelo Branco, escrito em 1866.
Nele o autor descreve a corrupção de Calisto Elói de Silos e Benevides de Barbuda, morgado da Agra de Freimas, um fidalgo transmontano camiliano e o anjo do título, quando se desloca da província para Lisboa.
Uma das mais célebres obras literárias escritas por Camilo Castelo Branco, descreve de maneira caricatural a vida social e política portuguesa e traz, ainda, um aspecto risível ao tratar, também, do desvirtuamento do Portugal antigo.
É uma parábola humorística na qual o protagonista, Calisto, um fidalgo austero e conservador, encarna de maneira satírica o povo português. Ao ser eleito deputado, Calisto vai para Lisboa, onde se deixa corromper pelo luxo e pelo prazer que imperam na capital. Torna-se amante de uma prima distante, Ifigénia, nascida no Brasil, uma relação reprovada pela sociedade puritana portuguesa.
Outra atitude que provoca os princípios portugueses é a transição do personagem da posição política miguelista (e de oposição) para a do partido liberal, no governo.
Ironicamente, a esposa de Calisto, Teodora, uma aldeã prosaica, imita-o na devassidão e é igualmente corrompida. Ao ser ignorada por Calisto, sucumbe ao prazer da modernidade juntamente com um primo interesseiro com quem passa a ter um relacionamento.
A sátira reside na descrição de personagens corruptos de maneira cômica. A princípio, percebe-se a defesa de uma tese, porém, o autor afrouxa essa ideia à medida que a história vai se configurando. É uma obra que destoa do aspecto ultra-romântico de Camilo Castelo Branco, mas não deixa de pertencer a essa escola literária.

## Personagens
- Calisto: é o protagonista da história. Ele representa a figura do Portugal Antigo. É um homem que preza pelos bons costumes, intelectual e defensor do bom uso da linguagem, transforma-se ao longo da narrativa, deixando-se corromper pelo luxo de Lisboa.
- Teodora: é mulher de Calisto. Provinciana, não desperta muito interesse do marido, era uma mulher pacata e “do lar”. Ao fim, irá cometer adultério.
- Dr. Libório Meireles: o “Doutor do Porto”, com quem Calisto não se dá muito bem. É um orador parlamentar balofo, tagarela, afetado e formalista.
- Ifigénia: é uma mulher interessante, brasileira, viúva do brigadeiro Ponce de Leão. Irá se aproximar de Calisto no intuito de pedir ajuda para receber uma pensão pela morte do marido. Torna-se amante de Calisto.
- Brás Lobato: um homem provinciano que tem importância em Caçarelhos, mas em Lisboa torna-se cômico pela sua ignorância.
- Abade de Estevães: faz a conexão entre Calisto e os outros deputados. Não toma partido para não se aborrecer com ninguém.
- Dr. Libório: deputado com um discurso cheio de pompa, mas de pouco conteúdo. Representa a figura do Portugal Novo.
- D. Catarina Sarmento: personagem romântica. Desiste de cometer adultério por causa dos conselhos de Calisto.
- D. Adelaide: era noiva de Vasco da Cunha. Conserva uma amizade por Calisto por ele ter salvado o casamento da irmã, Adelaide. Ao conhecê-la, Calisto descobre que não sabia o que era o amor.

## Comemorações
Em 2016, por altura dos 150 anos desta obra, soube-se que irá ser publicada uma versão em mirandês da mesma, com tradução de Alfredo Cameirão.